# Logo Land
Logo Land (Jennifer Government) è il secondo romanzo scritto da Max Barry, pubblicato nel 2003.
Esso è ambientato in una realtà distopica alternativa in cui gran parte delle nazioni (ora controllata dagli Stati Uniti) sono dominate da entità societarie a fini di lucro, mentre il potere politico è estremamente limitato. Molti lettori lo vedono anche come una critica del neoliberismo e della globalizzazione, anche se lo scrittore ha affermato di non essere un no-global.

## Altri media
- Dal romanzo è stato tratto il videogioco Jennifer Government: NationStates

## Edizioni
- Max Barry, Jennifer Government, Abacus, 2003, ISBN 0-349-11598-2.
- Max Barry, Logo Land, Piemme, 2004, ISBN 978-88-384-8191-8.